# Bény-sur-Mer
Bény-sur-Mer là một xã ở tỉnh Calvados, thuộc vùng Normandie ở tây bắc nước Pháp.